# Grande renúncia
A Grande Demissão, também conhecida como Big Quit, é uma tendência econômica em que os funcionários voluntariamente se demitem em massa de seus empregos, começando no início de 2021, principalmente nos Estados Unidos. Tem sido dito que a tendência é em resposta à pandemia COVID-19, com o governo americano se recusando a fornecer as proteções necessárias aos trabalhadores, e a estagnação salarial, apesar do aumento do custo de vida. Alguns economistas descreveram a Grande Renúncia como uma espécie de greve geral enquanto discutiam Striketober, uma onda de greves em outubro de 2021.
O termo foi possivelmente cunhado por Anthony Klotz, professor de administração da Mays Business School da Texas A&M University, que previu o êxodo em massa em maio de 2021.
Apesar de perder a notoriedade inicial, a tendência entre os trabalhadores estadunidenses continuou crescendo no fim de 2021. Em novembro 4.5 milhões de trabalhadores se demitiram no Estados Unidos, um aumento de 382,000 em relação ao meses anteriores.

## Contexto
Nos vinte anos anteriores a fevereiro de 2021, aproximadamente um ano após o início da pandemia COVID-19, a taxa de demissões dos Estados Unidos nunca ultrapassou 2,4% da força de trabalho total por mês. Altas taxas de abandono indicam confiança do trabalhador na capacidade de conseguir empregos com melhor remuneração, o que normalmente coincide com alta estabilidade econômica, abundância de pessoas trabalhando e baixas taxas de desemprego. Por outro lado, durante os períodos de alto desemprego, as taxas de demissão tendem a diminuir à medida que ao taxa de contratação também diminui. Por exemplo, durante a Grande Recessão, a taxa de abandono dos EUA diminuiu de 2,0% para 1,3% enquanto o taxa de contratação caiu de 3,7% para 2,8%.
As taxas de demissão nos Estados Unidos durante a pandemia de COVID-19 inicialmente seguiram esse padrão. Em março e abril de 2020, um recorde de 13,0 e 9,3 milhões de trabalhadores (8,6% e 7,2%) foram dispensados, e a taxa de demissões subseqüentemente caiu para um mínimo de sete anos de 1,6%. Muitas das demissões e demissões foram feitas por mulheres, que estavam desproporcionalmente presentes em setores que foram mais afetados pelas quarentenas, como setores de serviços e creches.
Com a continuação da pandemia, no entanto, os trabalhadores, paradoxalmente, deixaram seus empregos em grande número. Isso apesar da contínua escassez de mão de obra e do alto desemprego.

## Causas
A pandemia COVID-19 permitiu que os trabalhadores repensassem suas carreiras, condições de trabalho e objetivos de longo prazo. Enquanto muitos locais de trabalho tentaram trazer seus funcionários de volta para o trabalho pessoal, os trabalhadores desejavam a liberdade de trabalhar em casa devido à pandemia. Com o teletrabalho também veio a flexibilidade de horários, que foi o principal motivo para procurar um novo emprego para a maioria dos estudados pelo Bankrate em agosto de 2021. Além disso, muitos trabalhadores, especialmente em coortes mais jovens, estão buscando obter um melhor equilíbrio entre vida pessoal e profissional.
Restaurantes e hotéis, setores que exigem interações pessoais, foram os mais atingidos por ondas de demissões. Os pagamentos de estímulo da COVID-19 e os aumentos nos benefícios de desemprego permitem que aqueles que dependem de empregos de baixa remuneração para sobreviver fiquem em casa, embora os lugares onde os benefícios de desemprego foram revertidos não tenham visto uma criação significativa de empregos como resultado.
De acordo com um estudo da Adobe, o êxodo está sendo impulsionado pelos Millennials e pela Geração Z, que são mais propensos a estar insatisfeitos com seu trabalho. Mais da metade da Geração Z relatou que planejava procurar um novo emprego no próximo ano.
Outra teoria é que milhões de pessoas também sofrem de deficiências do Long COVID, alterando sua capacidade ou desejo de trabalhar.

## Impactos

### Estados Unidos
Em abril de 2021, com o aumento das taxas de vacinação COVID-19, começaram a surgir evidências de que a Grande Renúncia estava começando nos Estados Unidos. Naquele mês, um recorde de 4,0 milhões de americanos pediram demissão.
Em junho de 2021, aproximadamente 3,9 milhões de trabalhadores americanos pediram demissão. As demissões são consistentemente as mais prevalentes no Sul, onde 2,9% da força de trabalho deixou voluntariamente o emprego em junho, seguido pelo Centro-Oeste (2,8%) e pelo Oeste (2,6%). O Nordeste é a região mais estável, com 2,0% dos trabalhadores pedindo demissão em junho.
Conforme o Índice de Tendências de Trabalho 2021 da Microsoft, mais de 40% da força de trabalho global está considerando deixar o emprego em 2021. De acordo com uma pesquisa da PricewaterhouseCoopers realizada no início de agosto de 2021, 65% dos funcionários disseram que estão procurando um novo emprego e 88% dos executivos disseram que sua empresa está passando por uma rotatividade maior do que o normal.
Em outubro de 2021, o US Bureau of Labor Statistics relatou que as taxas de demissão de trabalhadores de serviços de alimentação subiram para 6,8%, o que está bem acima da média da indústria de 4,1% nos últimos 20 anos e ainda maior do que os picos de abandono da indústria de 5% em 2006 e 2019. O setor de varejo teve a segunda maior taxa de abandono, 4,7%. Um estudo da Deloitte publicado na revista Fortune em outubro de 2021 descobriu que entre as empresas Fortune 1000, 73% dos CEOs prevêem que a falta de trabalho interromperá seus negócios nos próximos 12 meses; 57% acreditam que atrair talentos está entre os maiores desafios da empresa; e 35% já expandiram os benefícios para aumentar a retenção de funcionários.
Em meio à Grande Renúncia, uma onda de greves conhecida como Striketober começou, com mais de 100.000 trabalhadores americanos participando ou se preparando para a ação de greve. Ao discutir Striketober, o Guardian escreveu que alguns economistas descreveram a Grande Renúncia como uma greve geral trabalhadores contra as más condições de trabalho e os baixos salários.

### Brasil
No Brasil, o aumento na demissão voluntária tem sido maior entre os brasileiros mais escolarizados. De acordo com um levantamento da Federação das Indústrias do Rio de Janeiro realizado em agosto de 2022, 48,2% dos pedidos de demissão voluntária são de pessoas com ensino superior completo, e 33% são de pessoas com ensino médio completo.

### Europa
Uma pesquisa com 5.000 pessoas na Bélgica, França, Reino Unido, Alemanha e Holanda pela empresa de RH SD Worx descobriu que os funcionários na Alemanha tiveram o maior número de demissões relacionadas ao COVID-19, com 6,0% dos trabalhadores deixando seus empregos. Em seguida vieram Reino Unido com 4,7%, Holanda com 2,9% e França com 2,3%. A Bélgica teve o menor número de demissões, com 1,9%.
Alguns dados preliminares mostram um aumento no número de desistências na Itália, a partir do segundo trimestre de 2021. O aumento registado não foi apenas em termos absolutos, mas também em termos de taxa de cessação (calculada como desistência sobre a população ocupada) e quota de desistência (calculada como desistência sobre o total de rescisões).

### China
Um fenômeno semelhante está ocorrendo na China, conhecido como tang ping. Tudo começou aproximadamente na mesma época, em abril de 2021.